# Хлорид алюминия(I)
Хлорид алюминия(I) - неорганическое соединение, бинарная соль одновалентного алюминия и соляной кислоты. Формула - {\displaystyle {\ce {AlCl}}}.

## Получение и химические свойства
- При пропускании хлора над расплавленным алюминием. Образуется в парах.

{\displaystyle {\ce {2Al + Cl2 -> 2AlCl}}}
- При охлаждении диспропорционирует на хлорид алюминия(III) и алюминий.

{\displaystyle {\ce {3AlCl -> AlCl3 + 2Al}}}